# IV Congresso panrusso dei Soviet
Il IV Congresso panrusso straordinario dei Soviet dei deputati dei lavoratori, dei contadini, dei soldati e dei cosacchi si tenne a Mosca dal 14 al 16 marzo 1918. Parteciparono al Congresso 1232 delegati con diritto di voto, tra i quali 795 bolscevichi, 284 socialrivoluzionari di sinistra e 21 menscevichi. Gli obiettivi erano tre: la ratifica del trattato di Brest-Litovsk, riguardo al quale Lenin, Presidente del Consiglio dei Commissari del Popolo bolscevico e Kamkov, socialrivoluzionario di sinistra, presentarono due rapporti, il trasferimento della sede di governo e l'elezione del Comitato esecutivo centrale panrusso.

## Risultati delle elezioni[1]
| Liste  | Liste                                                | Voti | %     | Seggi |
| ------ | ---------------------------------------------------- | ---- | ----- | ----- |
|        | Partito Comunista Russo (bolscevico)                 |      | 64,53 | 795   |
|        | Partito Socialista Rivoluzionario di Sinistra        |      | 23,05 | 284   |
|        | Partito Operaio Socialdemocratico Russo (menscevico) |      | 1,70  | 21    |
|        | Indipendenti                                         |      | 10,71 | 132   |
| Totale | Totale                                               |      | 100   | 1232  |

## Svolgimento[1]
Dopo che Georgij Vasil'evič Čičerin aveva informato il Congresso del trattato di pace siglato con la Germania il 3 marzo, Lenin spiegò che la ratifica del trattato era la sola via per assicurare la tregua necessaria per preservare e consolidare le conquiste della rivoluzione d'ottobre.
Una continuazione della guerra con la Germania imperialista sarebbe stata una grave minaccia per il potere sovietico. I rappresentanti dei "partiti piccolo-borghesi" (il socialrivoluzionario di sinistra Boris Kamkov, il menscevico Julij Martov, l'anarco-comunista Ge ed il socialrivoluzionario massimalista Ryvkin), si opposero alla ratifica. In seguito ai discorsi finali di Lenin e Kamkov, 784 delegati votarono per la ratifica del trattato, 261 contro di essa, 84 non votarono per varie ragioni e gli altri, tra cui la sinistra comunista, si astennero. Dopo il voto, il Partito Socialista Rivoluzionario di Sinistra annunciò le proprie dimissioni dal Consiglio dei commissari del popolo. Dopo aver ratificato il trattato, il Congresso evidenziò la necessità di "non risparmiare alcun tentativo di restaurare ed aumentare la capacità di difesa del Paese" e si dichiarò a favore del sostegno sovietico al movimento socialista internazionale. Il Comitato Esecutivo Centrale Ucraino dei soviet ed i delegati dalle organizzazioni dei soviet dell'Ucraina rilasciarono una dichiarazione approvando la ratifica del trattato.
Il Congresso ratificò la decisione adottata dal Comitato Esecutivo Centrale panrusso del febbraio 1918 di spostare la sede del governo della nuova Russia sovietica da Pietrogrado a Mosca.
Fu eletto un nuovo Comitato Esecutivo Centrale composto da 207 membri.